# Трутень

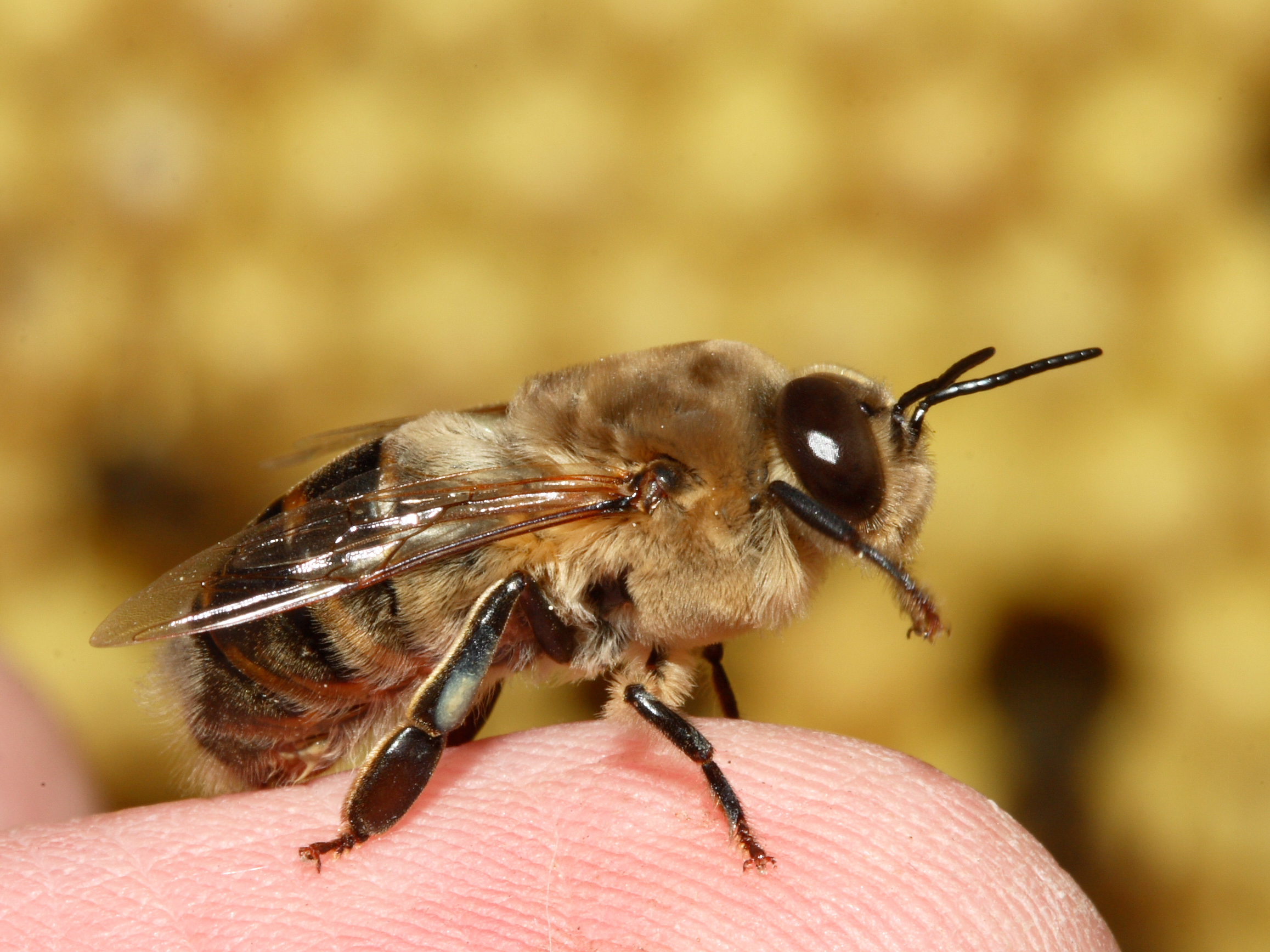
Трутень

Трутні — чоловічі особини в сім'ї медоносних бджіл. Вони — невід'ємна частина бджолиної сім'ї, без якої вона не може розмножуватись.
З'являються в сім'ї навесні та влітку (травень — червень). Вони значно крупніші за робочих бджіл, маса їх коливається в межах 200–250 мг (у середньому 210 мг). У гнізді мешкають тимчасово. Ніяких робіт у вулику не виконують, бо не пристосовані для цього. Здатності до збирання корму в них теж нема, бо в них хобіток укорочений. Захищатися від ворогів, як це роблять робочі бджоли, трутні теж не можуть, бо в них відсутнє жало.
Сім'ї вони потрібні тільки для спарювання з молодими неплідними матками. Під час спарювання матці передаються чоловічі статеві клітини, після чого вона стає плідною. Статевої зрілості самці досягають через 10—12 днів після виходу з комірок. У пошуках маток вони періодично вилітають з вуликів, особливо в погожі дні. З великої кількості у паруванні бере участь дуже мало трутнів. Після спарювання, вони гинуть, а їх сперма залишається у спермоприймачі матки. Спаровуються з однією маткою 6-10 трутнів. Із запліднених яєць розвиваються жіночі особини сім'ї — робочі бджоли та матки. Самі ж трутні розвиваються з незапліднених яєць. Для парування трутні найчастіше літають у зоні 2—4 км від своїх вуликів. В окремих місцях навколо пасік, сприятливих для зустрічі з матками, вони скупчуються і чекають на зустріч з молодими матками.
Вільне парування в повітрі забезпечує природний добір найсильніших і найздоровіших самців, а також практично виключає можливість близькоспорідненого розведення. Трутні, які не зустрілися з матками, повертаються з польоту назад у вулик. Робочі бджоли доглядають за ними. На їх утримання бджолині сім'ї витрачають багато корму. Так, кожна тисяча трутнів потребує на розвиток і годівлю до кінця життя близько 7 кг меду, а 1 кг трутнів за весь період свого життя з'їдає 15 — 20 кг меду.
З іншої сторони бджолина сім'я - гармонійна біологічна система, наявність трутнів у вулику гарантує продовження генетичної лінії, тому навіть за відсутності неплідних маток бджоли будують трутневі комірки і виводять трутнів. Для реалізації інстинкту виведення трутнів бджоли вигризають свіжопідставлену вощину та будують трутневі комірки. Щоб задовольнити цей інстинкт у бджіл пасічникам рекомендується встановити будівельну рамку (порожню рамку, без вощини). Одним із показників, що бджолина сім'я готується до роїння - бджоли закладають велику кількість трутневих комірок.
Трутневий розплід легко побачити по розміру комірок. Іноді матка, яка зістарілася і зносилася, або захворіла,  відкладає незапліднені яйця у бджолині комірки. Через те, що трутневі личинки значно більші, бджоли надбудовують комірки перед закриттям. Пасічники таке явище називають «горбатим розплодом». Його поява вказує на потребу заміни матки на молоду і якісну.
Із закінченням сезону медозбору бджоли виганяють трутнів з гнізд. При цьому бджоли не прагнуть убити трутнів жалом, вони просто не допускають їх у гніздо, до тепла та меду. Інколи, коли у гнізді відсутня перга чи її мало, бджоли теж виганяють трутнів.
Якщо з якихось причин сім'я до осені залишилася без матки чи з молодою неплідною маткою, то бджоли трутнів не виганяють. Вони залишають їх у гніздах на зиму та весну.